# Bắc Kạn (phường)
Bắc Kạn là một phường của tỉnh Thái Nguyên, Việt Nam. Đây từng là khu vực thủ phủ của tỉnh Bắc Kạn giai đoạn 1997-2025.

## Địa lý
Phường Bắc Kạn có vị trí địa lý:
- Phía đông giáp xã Tân Kỳ
- Phía tây giáp xã Bạch Thông
- Phía nam giáp xã Tân Kỳ và Thanh Mai
- Phía bắc giáp xã Cẩm Giàng, phường Đức Xuân và xã Phong Quang.

Phường Bắc Kạn có diện tích 72 km², dân số năm 2025 là 25.387 người.

## Lịch sử
Bắc Kạn từng là thành phố tỉnh lỵ của tỉnh Bắc Kạn cũ, Việt Nam.
Thị xã Bắc Kạn được thành lập vào tháng 7 năm 1901, khi đó vừa là tỉnh lỵ tỉnh Bắc Kạn, vừa là châu lỵ châu Bạch Thông. Thị xã trở thành trung tâm hành chính, kinh tế, chính trị, quân sự, văn hóa của tỉnh Bắc Kạn. Các cơ quan đầu não bộ máy cai trị của chính quyền thực dân phong kiến đều đóng ở đây.
Lúc mới thành lập, thị xã chỉ có một cụm dân cư thưa thớt sống trong một dãy phố nhỏ. Một thời gian sau, theo quy định của chính quyền thực dân, phong kiến, thị xã Bắc Kạn có 3 phố chính: Định Bình, Hoài Ân và Tòng Hóa.
Đến năm 1949, thị xã được mở rộng thành 5 phố: Đội Kỳ, Đội Thân, Minh Khai, Chí Kiên, Đức Xuân, lấy theo tên các chiến sĩ cộng sản, các nhà yêu nước đã anh dũng hy sinh cho sự nghiệp giải phóng dân tộc.
Năm 1965, tỉnh Bắc Kạn sáp nhập với tỉnh Thái Nguyên thành tỉnh Bắc Thái.
Ngày 14 tháng 4 năm 1967, Hội đồng Chính phủ quyết định sáp nhập thị xã Bắc Kạn vào huyện Bạch Thông, thị xã trở thành thị trấn huyện lỵ của huyện Bạch Thông.
Ngày 16 tháng 7 năm 1990, Hội đồng Bộ trưởng ban hành Quyết định số 262-HĐBT về việc tái lập thị xã Bắc Kạn. Theo đó, tách các phố Nà Mày, Đội Thân, Đức Xuân, Đội Kỳ, Phùng Chí Kiên của thị trấn Bắc Kạn (trừ phố Minh Khai chuyển về xã Huyền Tụng); các bản Phiêng Luông, Tổng Tò, Khuổi Rờm, Nà Rào của xã Dương Quang và Bản Áng của xã Huyền Tụng để tái lập thị xã Bắc Kạn trực thuộc tỉnh Bắc Thái.
Thị xã Bắc Kạn gồm có 3 phường: Đức Xuân, Phùng Chí Kiên, Sông Cầu.
Ngày 6 tháng 11 năm 1996, tỉnh Bắc Kạn được tái lập, thị xã Bắc Kạn trở lại là tỉnh lỵ tỉnh Bắc Kạn.
Ngày 31 tháng 5 năm 1997, sáp nhập thị trấn Minh Khai và 4 xã: Dương Quang, Huyền Tụng, Nông Thượng, Xuất Hóa thuộc huyện Bạch Thông vào thị xã Bắc Kạn; chuyển thị trấn Minh Khai thành phường Nguyễn Thị Minh Khai.
Ngày 2 tháng 8 năm 2012, thị xã Bắc Kạn được công nhận là đô thị loại III.
Cuối năm 2014, thị xã Bắc Kạn có 4 phường: Đức Xuân, Nguyễn Thị Minh Khai, Phùng Chí Kiên, Sông Cầu và 4 xã: Dương Quang, Huyền Tụng, Nông Thượng, Xuất Hóa.
Ngày 11 tháng 3 năm 2015, Ủy ban Thường vụ Quốc hội ban hành Nghị quyết số 892/NQ-UBTVQH13. Theo đó, chuyển 2 xã Xuất Hóa và Huyền Tụng thành 2 phường có tên tương ứng và chuyển thị xã Bắc Kạn thành thành phố Bắc Kạn.
Lúc này, Thành phố Bắc Kạn có 13.688 ha diện tích tự nhiên, 56.818 nhân khẩu với 8 đơn vị hành chính trực thuộc, gồm 6 phường: Đức Xuân, Huyền Tụng, Nguyễn Thị Minh Khai, Phùng Chí Kiên, Sông Cầu, Xuất Hóa và 2 xã: Dương Quang, Nông Thượng.
Tháng 6 năm 2025, phường Bắc Kạn được thành lập trên cơ sở nhập toàn bộ diện tích tự nhiên, quy mô dân số của phường Sông Cầu (diện tích tự nhiên là 3,96 km², dân số là 10.192 người), phường Phùng Chí Kiên (diện tích tự nhiên là 3,34 km², dân số là 8.016 người), xã Nông Thượng (diện tích tự nhiên là 22,08 km2, dân số là 3.811 người) và phường Xuất Hóa (diện tích tự nhiên là 42,63 km², dân số là 3.368 người) của thành phố Bắc Kạn.

## Hành chính
Đến năm 2019, phường Phùng Chí Kiên có các tổ dân phố 1, 2, 3, 5, 6, 7, 8A, 8B, 9, 10, 11, 12.
Phường Sông Cầu có các tổ dân phố 1, 2, 3, 4, 5, 6, 7, 8, 9, 10, 11A, 11B, 11C, 12, 13, 14, 15, 16, 17, 18, 19.
Phường Xuất Hoá có các tổ dân phố 1, 2, 3, 4, 5, 6, 7.
Xã Nông Thượng có các xóm Nam Đội Thân, Nà Nàng, Khuổi Cuồng, Tân Thành, Nà Kẹn, Nà Vịt, Nà Chuông, Nà Thinh, Cốc Muổng, Nà Bản, Khau Cút, Nà Choong, Nà Diểu, Khuổi Chang, Thôm Luông.